# フェルナンド・フベロ
フェルナンド・フベロ・カルモナ（Fernando Jubero Carmona、1974年2月27日 - ）は、スペイン・バルセロナ出身のサッカー指導者。現在はパラグアイのグアラニーの監督を務めている。

## 経歴
1974年2月27日、バルセロナに生まれる。サッカー選手としての経験はなく、2003年からFCバルセロナの下部組織で分析担当スタッフの仕事を始めた。一方で同時期には小学校教師も務めていた。2008年、カタールのアスパイア・アカデミーに雇われ、世界中から若い才能を発掘するスカウトとして働いた。この時に訪れたパラグアイが彼の指導者としてのキャリアのスタート地点となった。
2012年1月、バルセロナやアスパイア・アカデミーでの経験を買われてクラブ・グアラニーのスポーツディレクターに招聘される。2013年半ば、ディエゴ・アロンソの後任としてグアラニー監督に就任する。リーガ・パラグアージャでは3年続けて年間2位となった。
さらに、コパ・リベルタドーレス2015ではコリンチャンスやラシン・クルブを下して準決勝進出の快挙を果たす。なお、準決勝の対戦相手はチャンピオンとなるCAリーベル・プレートであった。
2016年2月、クラブ・オリンピアの監督に就任。またしてもリーグ年間2位でシーズンを終える。
2017年、クラブ・リベルタの監督に就任。リーガ・パラグアージャではアペルトゥーラで自身初となる優勝を果たす。また、コパ・スダメリカーナ2017ではCAウラカン、インデペンディエンテ・サンタフェ、ラシン・クルブを下して勝ち進み、準決勝で後にチャンピオンとなるCAインデペンディエンテに敗れる。
2018年8月22日、解任されたルイス・スベルディアの後任としてセロ・ポルテーニョの監督に就任。リーグでは同年のクラウスーラ、翌2019年のアペルトゥーラともに2位となっている。2019年5月20日退任。
2019年8月19日、日本のJ1リーグ（1部）のジュビロ磐田の監督に就任。監督就任時は、チームは最下位に沈み、残留ラインである15位のチームとの勝ち点差は8であった。早くて第30節での降格が決まる状況の中で、藤田義明や八田直樹などのベテラン選手をスタメンに抜擢し、その選手達が活躍。チーム状況は少しずつ良くなり、残留プレーオフ圏内を狙える勝ち点まで重ねた。しかし、第33節の名古屋戦に勝利して最下位から一つ順位を上げて、このシーズン初の連勝を飾るも、同じく残留を争っていた湘南が勝利し、磐田の自動降格圏内が決定した。最終節にダビド・ビジャやルーカス・ポドルスキが所属する神戸に敗れて最下位に転落してしまうも、勝ち点31での最下位はJ1史上最多勝ち点となった。短い期間ながらチームを立て直した事を評価され最終節を前に監督続投が決定している。
2020年6月28日のアウェイ京都サンガ戦で、無観客試合ということもあり、指笛で選手たちに指示を送るも審判団に注意されて、以後声のみの指示で試合を終えた。
2020年10月2日、10月1日付で契約を解除し、退任すると発表された。
2021年6月15日、クラブ・グアラニー監督に復帰。

## 指導歴
- クラブ・グアラニー 2013-2015
- クラブ・オリンピア 2016
- クラブ・リベルタ 2017
- セロ・ポルテーニョ 2018-2019
- ジュビロ磐田 2019-2020
- クラブ・グアラニー 2021-

## タイトル
- クラブ・リベルタ

リーガ・パラグアージャ: 2017（前期優勝）